# Centymetr kwadratowy

Jeśli przyjmiemy, że czerwony kwadrat ma powierzchnię 1 metra kwadratowego, to niebieski ma powierzchnię 1 centymetra kwadratowego

Centymetr kwadratowy (symbol: cm²) – podwielokrotna jednostka pola powierzchni w układzie SI. 1 centymetr kwadratowy to przestrzeń równa polu powierzchni kwadratu o długości boku 1 centymetra. W zestawie znaków Unicode centymetr kwadratowy ma kod: 33A4
{\displaystyle \mathrm {1\ cm^{2}=1\ cm\cdot 1\ cm=10\ mm\cdot 10\ mm=100\ mm^{2}=10^{-4}\ m^{2}.} }